# Enu jezik
Enu jezik (ISO 639-3: enu; isto i ximoluo), novopriznati sinotibetski jezik kojim govori 30 000 ljudi (Dai and Duan 1995) etničke skupine Ximoluo u Yunnanu, Kina, koji se vode pod nacionalnost Hani. Ximoluo je egzonim koji su im dali drugi Hani narodi.
Enu je jedini predstavnik loloske podskupine bi-ka, koja je dio šire skupine hani.